# ماترای ام برنر
ماترای ام برنر (به آلمانی: Matrei am Brenner) یک منطقهٔ مسکونی در اتریش است که در اینسبروک لند واقع شده‌است. ماترای ام برنر ۰٫۳۶ کیلومتر مربع مساحت دارد ۹۹۲ متر بالاتر از سطح دریا واقع شده‌است.